# Школа № 13 (Мелитополь)
Мелитопольская средняя школа № 13 — общеобразовательное учебное заведение в городе Мелитополь Запорожской области.

## История
Школа открылась в 1937 году. Изначально она размещалась в двух комнатах и коридоре одноэтажного строения.
Во время немецкой оккупации первый этаж школы использовался как конюшня, а второй - как госпиталь. Отступая, немцы взорвали школу, и только стены здания частично уцелели. В подвале школы остались немецкие гранаты и снаряды, которые в следующие годы привели к нескольким несчастным случаям.
В 1944 году директором школы стал 27-летний Аркадий Жиркевич, и сразу активно взялся за восстановление школы. 
Ремонт здания проводился силами учителей, учеников, родителей. Из-за нехватки стёкол, на первое время пришлось соорудить окна из пол-литровых банок, скреплённых раствором. Банки выделил консервный завод, которому старшеклассники помогали с ремонтом тары. Учебных кабинетов не хватало, и приходилось проводить занятия в 3 смены. Но за несколько лет школа была восстановлена, открыты школьные мастерские, посажен школьный фруктовый сад, а во дворе разбиты цветочные клумбы.
В 1963-64 годах была сооружена пристройка к школе, где расположились спортзал и 12 классных комнат.
В 1998 году в школе № 13, первой из школ Мелитополя, появилась газовая котельная.
В 2011 году в школе был проведён ремонт: заменена часть старых оконных рам, оборудованы туалеты внутри школы (до этого школьникам приходилось пользоваться туалетами, расположенными на улице).
С 2017 года директором школы назначена Елена Галацан.

## Достижения
Ученики школы регулярно добиваются успеха на городских, а иногда и на областных олимпиадах и конкурсах-защитах Малой академии наук.
Ученики школы добиваются успеха в международном конкурсе по информатике «Бобёр», международном конкурсе по русскому языку «Русский медвежонок».

## Директора
- Ольга Семёновна Харченко.[2]
- Аркадий Петрович Жиркевич (1917-1997) — директор в 1944-1977 годах, фронтовик, депутат горсовета. На первом этаже школы установлена мемориальная доска в его часть.[7]
- Галина Александровна Павленко — директор в 1977-1978 годах, затем 10 лет возглавляла городской отдел образования, а в 1988 году была назначена директором школы № 16.[8]
- Галина Ивановна Малик.
- Людмила Михайловна Шарковская.
- Лидия Алексеевна Плитниченко — директор до 2008 года.[9]
- Ольга Евгеньевна Ворушило — директор с 2008 года.[10]
- Елена Владимировна Галацан — директор с 2017 года.